# Wolfgang Kullmann
Wolfgang Kullmann (* 12. Oktober 1927 in Berlin-Spandau; † 4. April 2022 in Freiburg im Breisgau) war ein deutscher Klassischer Philologe, der als Professor an den Universitäten zu Marburg (1964–1975) und Freiburg (1975–1996) wirkte.

## Leben
Nach seinem Abitur 1946 begann Wolfgang Kullmann ein Studium der Fächer Griechisch, Latein, Philosophie und Ägyptologie an der Berliner Humboldt-Universität, das er 1951 mit dem ersten Staatsexamen abschloss. Von 1951 bis 1958 war er wissenschaftlicher Mitarbeiter an dem von Georg Picht begründeten Platon-Archiv. 1952 wurde er an der Universität Tübingen bei Wolfgang Schadewaldt mit der Dissertation Das Wirken der Götter in der Ilias promoviert.
1957 folgte seine Habilitation an der Universität Freiburg mit der Arbeit Die Quellen der Ilias. Darin vertrat er die These, dass nicht diffuses Sagengut hinter der Ilias steht, sondern poetisch fassbare Quellen, gleich ob schriftlich oder mündlich überliefert. Erschlossen werden diese Quellen mit Andeutungen auf Vorausgesetztes und durch die sekundäre Verwendung von Motiven in der Ilias. Außerdem bezog er in die Quellenanalyse die spätantiken Inhaltsangaben über den sogenannten „Epischen Zyklus“, die epischen Geschichten, die Ereignisse vor und nach der Ilias zum Inhalt haben, mit ein. Mit seiner Habilitationsschrift stellte er die Homer-Forschung auf eine neue Grundlage.
Ein zweiter Forschungsschwerpunkt stellte für Kullmann der Philosoph Aristoteles dar. Vor allem dessen Wissenschaftstheorie und naturwissenschaftlichen Vorstellungen interessierten ihn. Er untersuchte 1974 in seinem Werk „Wissenschaft und Methode“ und später 1998 im Band „Aristoteles und die moderne Wissenschaft“ die Kategorien des wissenschaftlichen Denkens, den Geltungsbereich von Teleologie, Wissenschaft und Ethik, Theorie und Empirie und schließlich die Aktualität der aristotelischen Biologie. Kullmann behauptete in seinem Buch „Aristoteles und die moderne Wissenschaft“, das wissenschaftliche Niveau des Aristoteles sei trotz des immensen Abstandes im Detailwissen erst mit der modernen Molekularbiologie wieder erreicht worden. In seiner 2007 erschienenen Schrift „Über die Teile des Lebewesens“ in der deutschen Aristoteles-Ausgabe wurden erstmals die einzelnen Angaben des Aristoteles über Haare, Wimpern, Brauen, Zähne, Mund, Eingeweide, Harnblase und anderer Organe anhand der Ergebnisse der modernen Biologie überprüft. Dabei stellte sich heraus, dass die Beobachtungen des Aristoteles erstaunlich genau sind.
1964 erhielt er einen Ruf als ordentlicher Professor an die Universität Marburg, 1975 wechselte er nach Freiburg, wo er von 1977 bis 1978 Dekan der Philosophischen Fakultät II war. 1996 wurde er emeritiert.
Im Verlauf seiner Lehrtätigkeit betreute Kullmann 40 Dissertationen, darunter die von Antonios Rengakos, Georg Wöhrle, Hans-Christian Günther, Knut Usener, Jochen Althoff, Elisabeth Stein, Michael Reichel, Sabine Föllinger und Markus Asper. Er wurde mit der Ehrendoktorwürde der Universitäten Trier (2000) und Thessaloniki ausgezeichnet. Er war Herausgeber der Reihe Philosophie der Antike und langjähriger Vorsitzender des Kuratoriums der Karl und Gertrud Abel-Stiftung.
Wolfgang Kullmann war seit 1959 verheiratet und hatte zwei Kinder. Er lebte zuletzt im Schwarzwald und verstarb am 4. April 2022 in Freiburg.

## Forschung
Kullmanns Forschungsschwerpunkte waren das frühgriechische Epos, die griechische Tragödie, Mündlichkeit und Schriftlichkeit antiker griechischer Literatur, die Philosophie des Aristoteles und ihre Rezeption in der Neuzeit sowie die Geschichte der antiken Wissenschaft und ihrer Fortwirkung.

## Schriften
- Das Wirken der Götter in der Ilias. Untersuchungen zur Frage der Entstehung des homerischen „Götterapparats“. Akademie-Verlag, Berlin 1956.
- Die Quellen der Ilias. Steiner, Wiesbaden 1960.
- Wissenschaft und Methode. Interpretationen zur aristotelischen Theorie der Naturwissenschaft. de Gruyter, Berlin 1974, ISBN 3-11-004481-1.
- Homerische Motive, Stuttgart 1992, herausgegeben von Roland J. Müller (Aufsatzsammlung zum 65. Geburtstag), ISBN 3-515-06206-8.
- Aristoteles und die moderne Wissenschaft. Steiner, Stuttgart 1998, ISBN  	3-515-06620-9.
- Realität, Imagination und Theorie. Kleine Schriften zu Epos und Tragödie in der Antike.  Steiner, Stuttgart 2002, ISBN 3-515-08184-4.